# 明光街道
明光街道，是中华人民共和国安徽省滁州市明光市下辖的一个乡镇级行政单位。原招信镇，位于江淮中部的皖东地区，距六朝古都南京90公里，是明光市政治、经济、文化中心。全街道共辖20个村，10个社区居委会，总面积83.2平方公里，总人口12万人，其中农业人口3万人，耕地面积37928亩，境内水资源丰富，”四圩七库”为发展养殖业提供得天独厚的条件。

## 行政区划
明光街道下辖以下地区：
韩山社区、交通社区、龙山社区、女山社区、吕郢社区、市府社区、中心路社区、南大寺社区、花园社区、黄郢社区、蔬菜村、戴湾村、张湾村、林庄村、赵府村、卞庄村、映山村、严岗村和工业园区社区。